# 康斯坦丁·萨维茨基
康斯坦丁·谢尔盖耶维奇·萨维茨基（俄语：Константин Сергеевич Савицкий，1905年—1955年），是拉夫连季·贝利亚、波格丹·科布洛夫的亲信，苏联内务部第一副部长助理，1953年贝利亚被捕后，随即被免职逮捕，于1955年被处决。